# جو آبي
جو آبي (بالإنجليزية: Joe Abbey)‏ هو لاعب كرة قدم أمريكية أمريكي، ولد في 21 مارس 1925 في دينتون في الولايات المتحدة، وتوفي في 6 مارس 2014.

## وصلات خارجية
- جو آبي على موقع مرجع كرة القدم المحترفة.كوم (الإنجليزية)